# Phrynichus madagascariensis
Espèce
Phrynichus madagascariensis est une espèce d'amblypyges de la famille des Phrynichidae.

## Distribution
Cette espèce est endémique de Madagascar.

## Étymologie
Son nom d'espèce, composé de madagascar et du suffixe latin -ensis, « qui vit dans, qui habite », lui a été donné en référence au lieu de sa découverte, Madagascar.

## Publication originale
- Weygoldt, 1998 : Revision of the species of Phrynichus Karsch, 1879 and Euphrynichus Weygoldt, 1995 (Chelicerata, Amblypygi). Zoologica, Stuttgart, vol. 147, p. 1-65.